# Западноамериканская поганка
Западноамерика́нская пога́нка (лат. Aechmophorus occidentalis) — водоплавающая птица из рода западноамериканских поганок, обитающая в Северной Америке. Научное название поганки Aechmophorus occidentalis происходит от греческого: Aechmophorus (др.-греч. αἰχμή — копьё, φέρω — несу) означает «несущий копьё», что относится к её острому прямому клюву, и латыни: occidentalis означает западный. Как и все представители семейства поганковых, западная поганка очень хороший ныряльщик и большую часть времени проводит в воде. До 1985 года два ныне живущих вида западноамериканских поганок, Aechmophorus occidentalis и Aechmophorus clarkii считались одним видом и назывались соответственно «тёмной» и «бледной» формами западной поганки.

## Описание
Западноамериканская поганка является самым крупным представителем семейства поганковых в Северной Америке и одним из самых крупных видов среди всего семейства.
Взрослые особи западноамериканской поганки достигают длины 55—75 см и весят от 800 г до 1,8 кг. Шея длинная, стройная. Особенность строения шеи позволяет западной поганке словно копьем пронзать добычу своим клювом. Радужная оболочка глаз ярко красная, вокруг зрачка тонкая окантовка жёлтого цвета. Копьевидный клюв у западноамериканской поганки оливково-жёлтого цвета, снизу по центру имеется тёмный выступ.

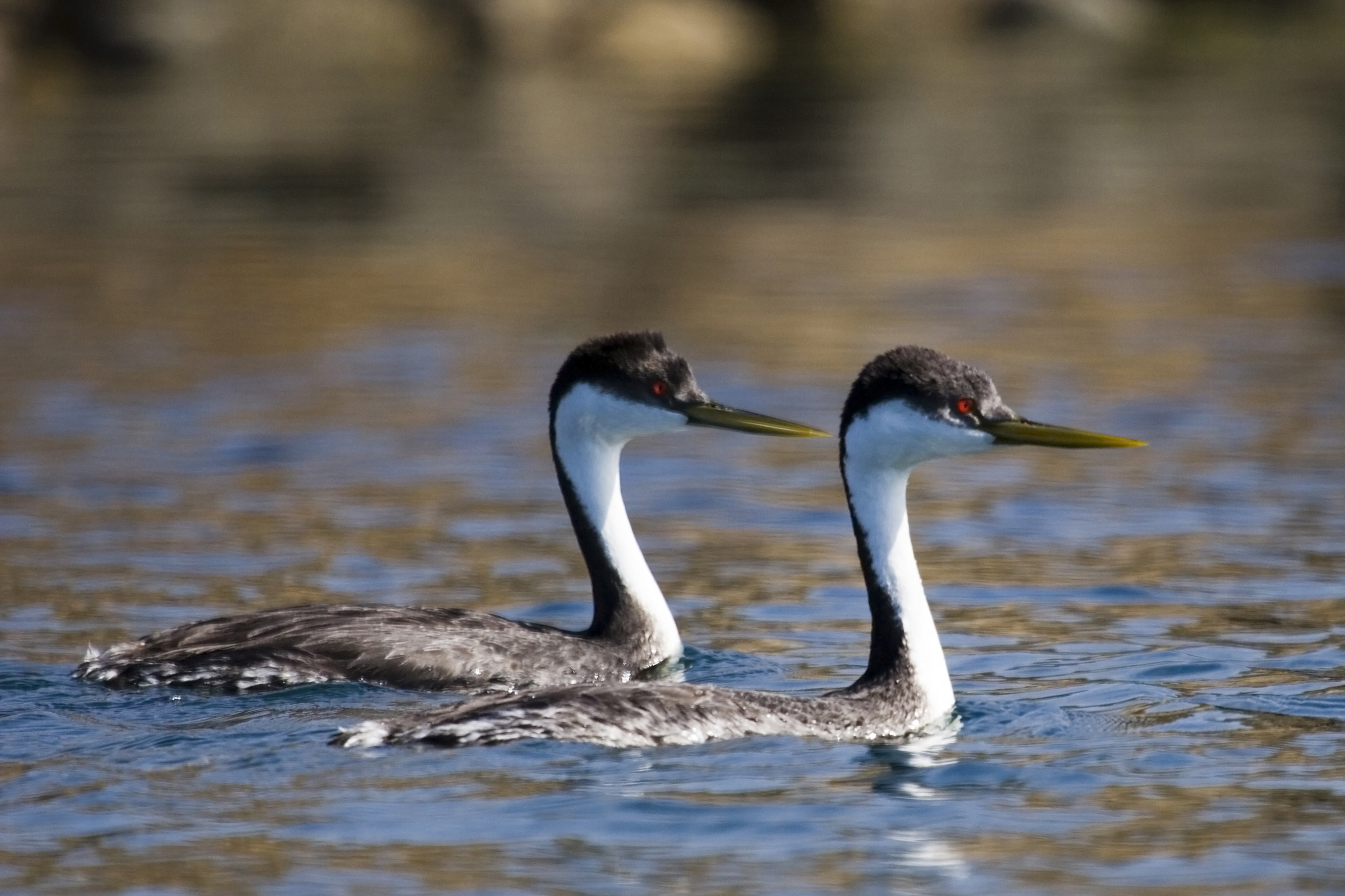
Пара западноамериканских поганок

Оперение западноамериканской поганки мягкое, плотное и абсолютно водонепроницаемое. В среднем одна птица имеет около 20 000 перьев. Спина от коричнево-серого до тёмно-серого цвета, нижняя часть тела — белая, бока окрашены в серый цвет. Передняя часть шеи, лицевая часть головы и зоб — белые. Чёрная шапочка на голове охватывает область вокруг глаз. Задняя часть шеи и ноги также чёрного цвета. Крылья клиновидной формы с размахом от 79 до 102 см. Маховые перья второго порядка белого цвета, которые видны во время полёта в виде белых полос. Очень короткий с полосками хвост имеет округлую форму.
Полёт западноамериканской поганки прямой, во время которого она часто машет крыльями; из-за короткой длины хвоста, ноги, пальцы которых не соединены перепонками, а имеют отдельные кожистые лопасти, выполняют функцию рулевых перьев хвоста. Маневрирует западная поганка в воздухе плохо.
При любой опасности птица моментально ныряет под воду, а затем незаметно выныривает из неё. Под водой может находиться от 10 до 40 секунд, на суше очень неуклюжа и часто падает, а для того, чтобы взлететь, долго разбегается по воде.
Голеностопные суставы и суставы пальцев ног очень гибкие, что позволяет западной поганке одновременно грести и рулить ногами под водой.
Половой диморфизм не выражен, однако самцы в среднем немного крупнее самок, кроме того у самок немного тоньше и короче клюв. В ювенильном оперении шапочка и задняя часть шеи тёмно- или грязно-серого цвета, граница между светлой и тёмной частью оперения размыта, а перья спины имеют серо-белую окантовку.

### Голос
Во время брачного периода часто можно услышать повторяющееся высокое и раскатистое «кр-р-рик, кр-р-рик».

### Сходство с другими видами птиц
Часто западноамериканскую поганку путают с родственной ей поганкой Кларка, которая имеет с ней большое внешнее сходство. Отличить эти два вида можно легко по области вокруг глаз (у поганки Кларка она белая) и цвету клюва (у поганки Кларка он ярко-жёлтого цвета и немного вздёрнут вверх). Молодые птенцы западной поганки имеют серое оперение, в отличие от белого оперения птенцов поганки Кларка.
Кроме того, западную поганку иногда путают с красношейной поганкой в зимнем оперении, которое у последней грязновато-серое, а не белое, как у западной поганки.

## Распространение

### Места обитаний
Места обитаний западноамериканской поганки составляют большие озёра и топи на которых в большом изобилии имеется выступающая из воды растительность: камыш и тростник; мелководные прибрежные бухты и эстуарии. Идеальными местами для гнездования являются водоёмы, где открытая вода чередуется с зарослями тростника или камыша, которые в какой-то степени гасят волны.

### Ареал
Западноамериканская поганка гнездится на озёрах Северной Америки от юга Британской Колумбии, северной части Альберты и Миннесоты к югу до штата Колорадо, Калифорнии и Нью-Мексико. На некоторых озёрах от центральной части штата Калифорния, на юг до северной части Нижней Калифорнии Северной и на Мексиканском нагорье птицы ведут оседлый образ жизни.
Северные популяции на зиму мигрируют к тихоокеанскому побережью от юго-востока Аляски до западного побережья центральной Мексики. Некоторые особи обитают зимой на побережьях Мексиканского залива в штатах Луизиана и Техас.

## Образ жизни

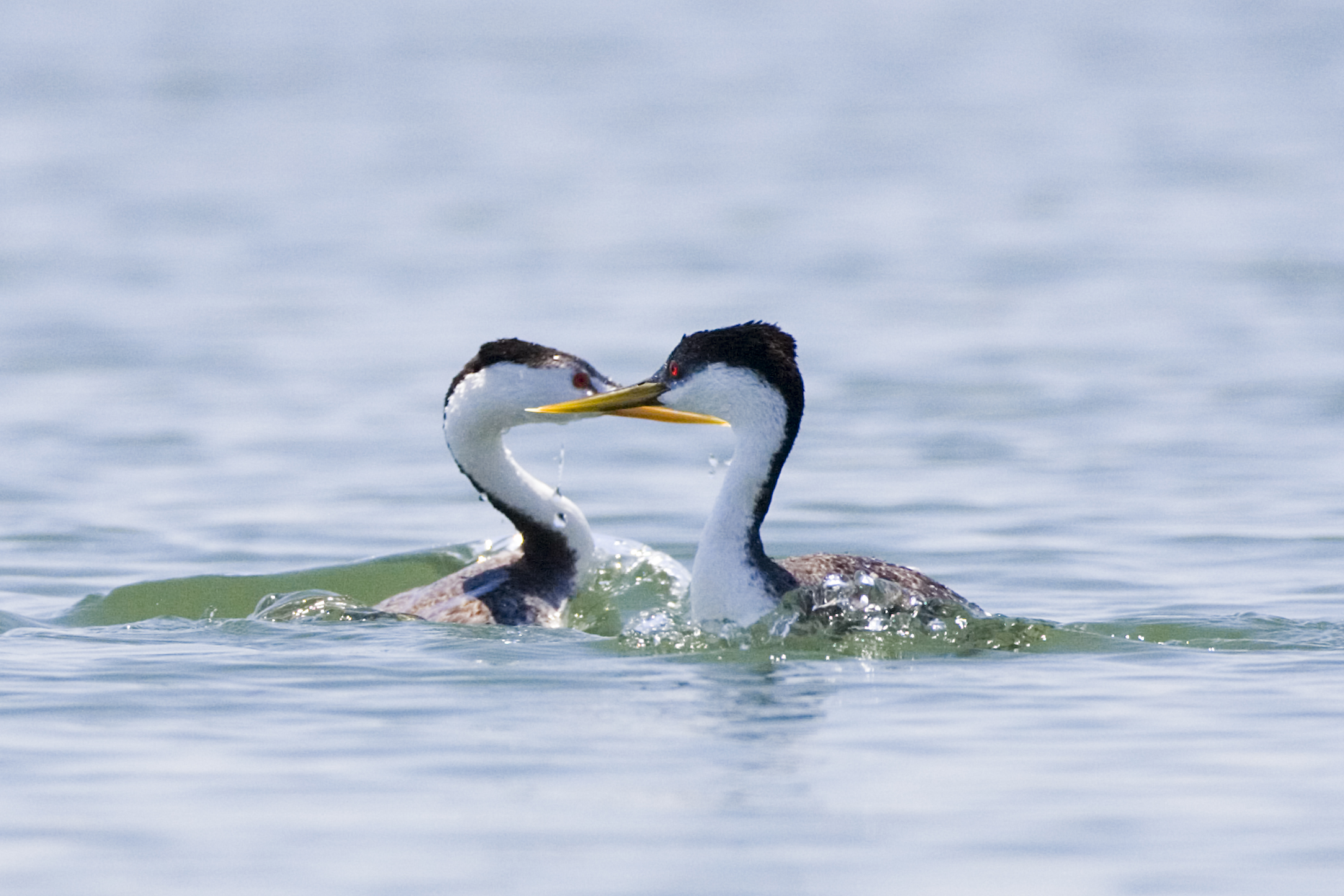
Западноамериканская поганка (справа) и поганка Кларка (слева)

Западноамериканская поганка — социальная птица, зимой предпочитает собираться в большие стаи, а летом гнездиться в колониях.
Как и все виды семейства, западноамериканская поганка плотоядна, питается преимущественно мелкой рыбой из семейства карповых, сельдью, а также другой мелкой рыбой. В её рацион могут попадать также ракообразные (в том числе и речной рак), водные насекомые, саламандры, многощетинковые черви. В зависимости от преобладания той или иной живности в местах её обитания западная поганка довольно легко приспосабливается к различной пище. В погоне за рыбой птица может находиться под водой более одной минуты, при этом часто поражает рыбу своим клювом словно копьем. Охотятся западные поганки поодиночке, сохраняя между собой дистанцию около 60 метров. Заниматься поиском пищи начинают с утра, как только видимость под водой позволяет различать добычу.
Часто эту птицу можно встретить в смешанных стаях с поганкой Кларка, однако и в них западные поганки предпочитают держаться ближе к представителям своего вида. Несмотря на большое внешнее сходство Aechmophorus occidentalis и Aechmophorus clarkii и общие места гнездования двух видов, гибриды между ними встречаются очень редко.
Предположительно в годовалом возрасте у западноамериканской поганки наступает половая зрелость. Средняя продолжительность жизни неизвестна, однако были зарегистрированы птицы в возрасте от 9 до 16 лет.

## Размножение

### Ток
Мало кто из водоплавающих птиц может сравниться с западноамериканской поганкой в зрелищности брачного ритуала. Брачные игры начинаются весной, вскоре после перелёта птиц на места гнездований. Брачный ритуал западных поганок включает последовательность сложных отточенных движений, поз и странные состязания в беге по воде. Наиболее зрелищной является часть, когда поганки бегут по воде с вытянутыми вперёд шеями. Пара поганок противоположного или одного пола, а также более чем две птицы приближаются друг к другу, держа головы вытянутыми низко над водой, горло у поганок при этом раздуто, красные глаза выпучены, хохолки взъерошены. Они окунают свои клювы в воду и трясут ими издавая щёлкающие звуки. Затем внезапно, как по сигналу, становятся бок о бок, поднимаются вертикально над водой, отставляя назад крылья, а шеи изгибая в виде буквы «S», и устраивают забег на расстояния до 20 м, создавая впечатление настоящего бега по воде. Затем они ныряют, после чего выныривают и спокойно плывут в один ряд. Такие бега могут повторяться несколько раз. К ритуалу также принадлежит ныряние под воду в поисках водорослей, которые затем поганки подносят друг другу.

### Гнездование

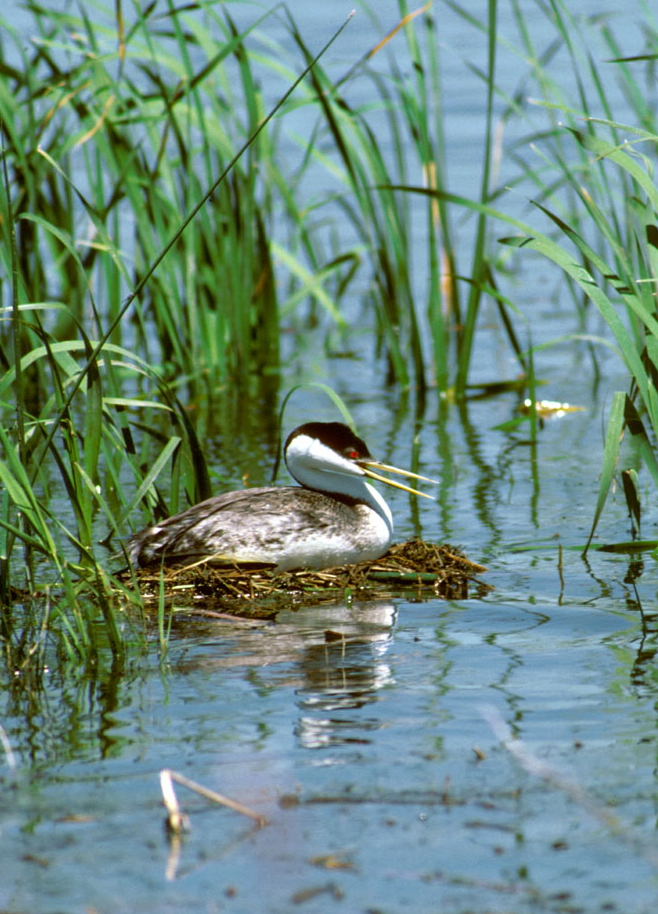
Западноамериканская поганка на гнезде

Гнездование западноамериканских поганок начинается как правило в июне, при этом они гнездятся на очень близком расстоянии друг от друга. Линдвалл и Лоу (1982) в своих исследованиях сообщают, что 95 % из 400 наблюдаемых ими гнёзд находились в группах от 5 до 88 гнёзд, с расстоянием между ними от 30 метров в небольших группах, до 15 и менее метров в группах с числом гнёзд более 10. Пара поганок строит совместно плавучее гнездо, около 50 см в диаметре из сырой или загнивающей растительности. Гнездо часто расположено в зарослях тростника или камыша, или может плавать, оставаясь прикреплённым своим дном к водным растениям. Самка откладывает от 2 до 4 (по некоторым данным до семи) бледно-голубых яиц, которые затем приобретают коричневые пятна. Период инкубации составляет 24 дня, самка и самец по очереди насиживают яйца. Насиживание начинается с первого яйца.

### Птенцы
Птенцы вылупляются последовательно, при этом последние получают столько же внимания со стороны родителей, сколько и первые. Птенцы в течение первых двух — четырёх недель после вылупления находятся на спинах родителей, и бывали даже случаи, когда поганки переносили птенцов на спинах по суше. В то время, как один партнёр высиживает яйца или носит птенцов на спине, другой занимается поиском пищи. Родители кормят птенцов, пока те не достигнут примерно двухмесячного возраста. Птенцы западной поганки имеют равномерную окраску: сверху бледно-серого цвета, снизу — более насыщенного. Этим западные поганки отличаются от остальных видов семейства, птенцы которых имеют полосатую окраску.

## Экология
Десятки тысяч западноамериканских поганок были исстреблены в конце XX века из-за их оперения, которое использовалось в качестве текстильного материала. После того, как они оказались под охраной, их популяция восстановилась, и сейчас из можно встретить даже в тех местах, где они исторически не встречались. Однако пятна нефти, жаберные сети и яды, такие как ротенон, используемый для уничтожения рыб, могут негативно сказываться на размере популяций. Колеблющийся уровень воды может затапливать гнёзда или приводить к их развалу. Гнездящаяся популяция западной поганки в США и Канаде оценивается в размере между 70 и 100 тыс. птиц, таким образом западная поганка не относится к видам, находящихся под угрозой исчезновения. Однако подвид Aechmophorus occidentalis ephemeralis классифицируется как уязвимый из-за небольшого размера этой популяции.
Некоторые факторы могут негативно сказываться на рождаемости западноамериканских поганок. Беспокойства, причиняемые человеком (гребля, водные лыжи) заставляют поганок покидать кладки, в результате чего яйца становятся уязвимыми для хищников.

## Классификация
Международный союз орнитологов выделяет два подвида западноамериканской поганки, которые различаются размером и своими ареалами:
- Aechmophorus occidentalis occindetalis — гнездится от центральной части Британской Колумбии, Альберты и провинции Манитоба к югу до Калифорнии и юго-западной части Миннесоты. Зимой мигрирует к тихоокеанскому побережью, где обитает от юго-западного побережья Аляски до южной части Нижней Калифорнии Северной, а также может встречаться на атлантическом побережье и берегах Мексиканского залива.
- Aechmophorus occidentalis ephemeralis — зарегистрирована в мексиканском штате Наярит, западной части штата Халиско, штатах Пуэбла и Герреро.